# パドゥア (小惑星)
パドゥア (363 Padua) は、小惑星帯にある典型的な小惑星である。リディア族に分類される。
1893年3月17日にオーギュスト・シャルロワがニースで発見し、イタリアの都市パドヴァ (Padova) にちなんで名づけられた。
2006年3月に福島県で掩蔽が観測された。